# Ochrotrichia machiguenga
Ochrotrichia machiguenga is een schietmot uit de
familie Hydroptilidae. De soort komt voor in het Neotropisch gebied.